# فیلاندر سربی
فیلاندر سربی (نام علمی: Thylogale brunii) کیسه‌داری از تیره درازپایان، سردهٔ کیسه‌راسوها است که در پاپوآ، اندونزی و پاپوآ گینه نو یافت می‌شود. در سیاهه قرمز IUCN، این جانور در وضعیت آسیب‌پذیر طبقه‌بندی شده است.